# نادي ديتونيت للناشئين لكرة القدم
نادي كرة قدم ديتونيت للناشئين (باللغة المقدونية: ФК Детонит Јуниор) هو نادٍ لكرة القدم مقره في مدينة رادوفيتش (Radoviš) جمهورية  مقدونيا الشمالية. نافس هذا الفريق مؤخرًا في الدوري المقدوني من الدرجة الثانية.

## التاريخ
تأسس النادي في عام 2014. في عام 2022، تم دمج النادي مع نادي بلاتشتوفيتسا (FK Plačkovica وفريق آزوري للشباب (Azzurri) وبعد ذلك توقف النادي عن العمل.

## روابط خارجية
- http://macedonianfootball.com/team/detonit-junior/ .
- https://ffm.mk/ .
- http://detonit.mk/ .